# Narancssárga fásgereben
A narancssárga fásgereben (Hydnellum aurantiacum) a Bankeraceae családba tartozó, Európában és Észak-Amerikában elterjedt, fenyvesekben élő, nem ehető gombafaj. 

## Megjelenése
A narancssárga fásgereben kalapja 3-10 cm széles, alakja fiatalon széles domború, majd laposan vagy középen benyomottan kiterül. A szomszédos kalapokkal gyakran összenő, szabálytalan telepeket alkothat; felszínéből néha minikalapok nőhetnek ki. Felülete egyenetlen, dimbes-dombos vagy gyűrött. Felülete fiatalon bolyhos-bársonyos, később simára kopott. Színe a narancsszíntől a rozsdavörösig változik, széle fehéres vagy piszkosrózsás. Ritkán narancssárga folyadékcsöppeket izzad. Sérülésre feketedik.
Húsa kétrétegű: a puhább felső réteg fehéres vagy halványnarancsos, míg az alsó szívós, narancsbarnás színű. Szaga nem jellegzetes, gombaszerű, esetleg kissé lisztes; íze kesernyés, kellemetlen. Kálium-hidroxiddal zöldes vagy sötétbarna színreakciót ad.  
Tönkre lefutó termőrétege sűrűn tüskés. A tüskék 2-5 mm hosszúak. Színük eleinte fehéres majd narancssárgásra, húsbarnásra sötétednek. 
Tönkje 2-5 cm magas és a csúcsán 1-2 cm vastag. Alakja zömök, hengeres, bunkós vagy szabálytalan, a tövénél szivacsos lehet. Színe narancssárga vagy rozsdavörös. 
Spórapora barna. Spórája nagyjából kerek, erősen dudoros, mérete 4,5-9 x 4-7 µm.

### Hasonló fajok
A fenyő-likacsosgomba, a bársonyos fásgereben, a gödörkés fásgereben, a csípős fásgereben hasonlít hozzá. 

## Elterjedése és termőhelye
Európában és Észak-Amerikában honos.
Elsősorban fenyvesekben, ritkábban lombos fák alatt fordul elő. Nyáron és ősszel terem. 

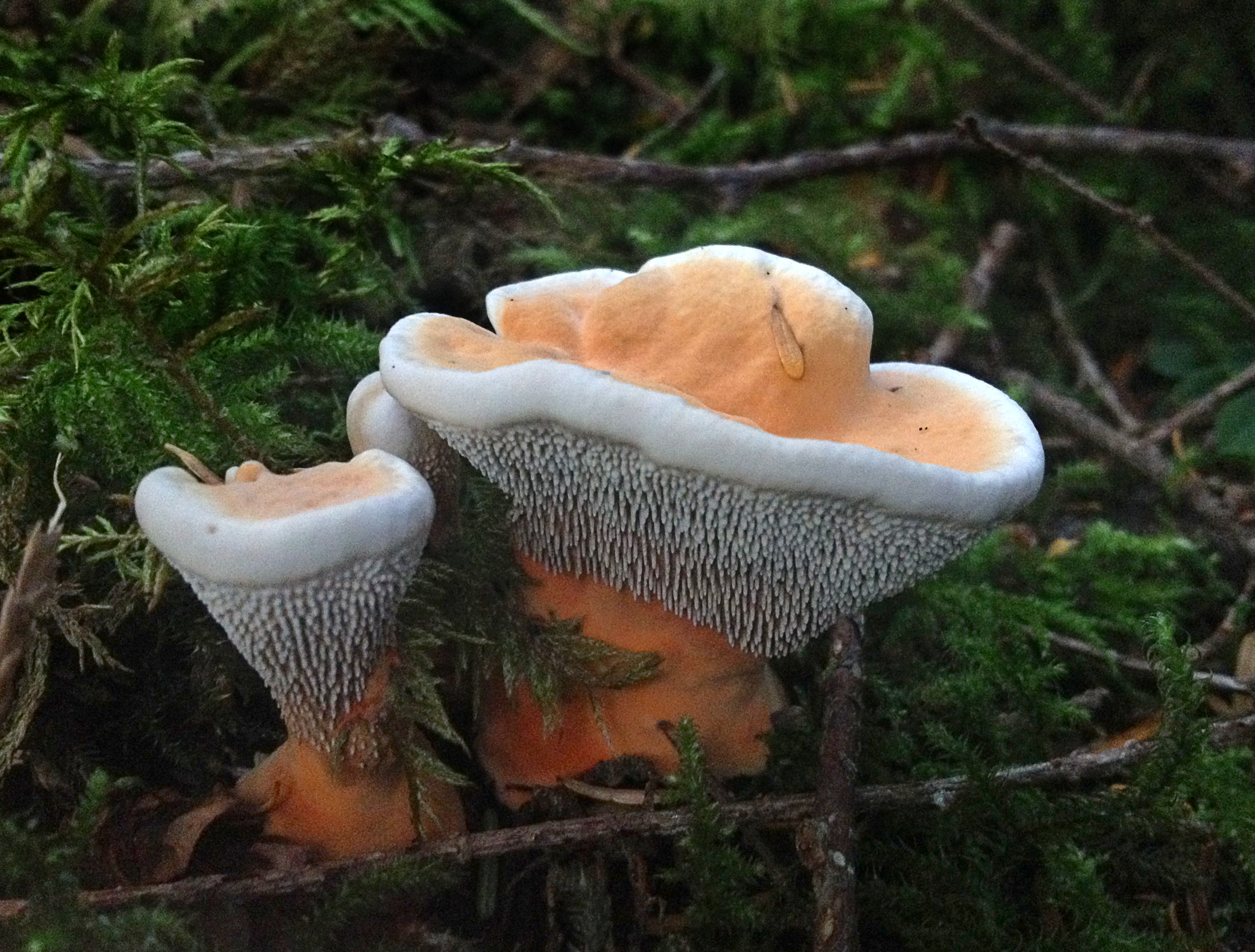
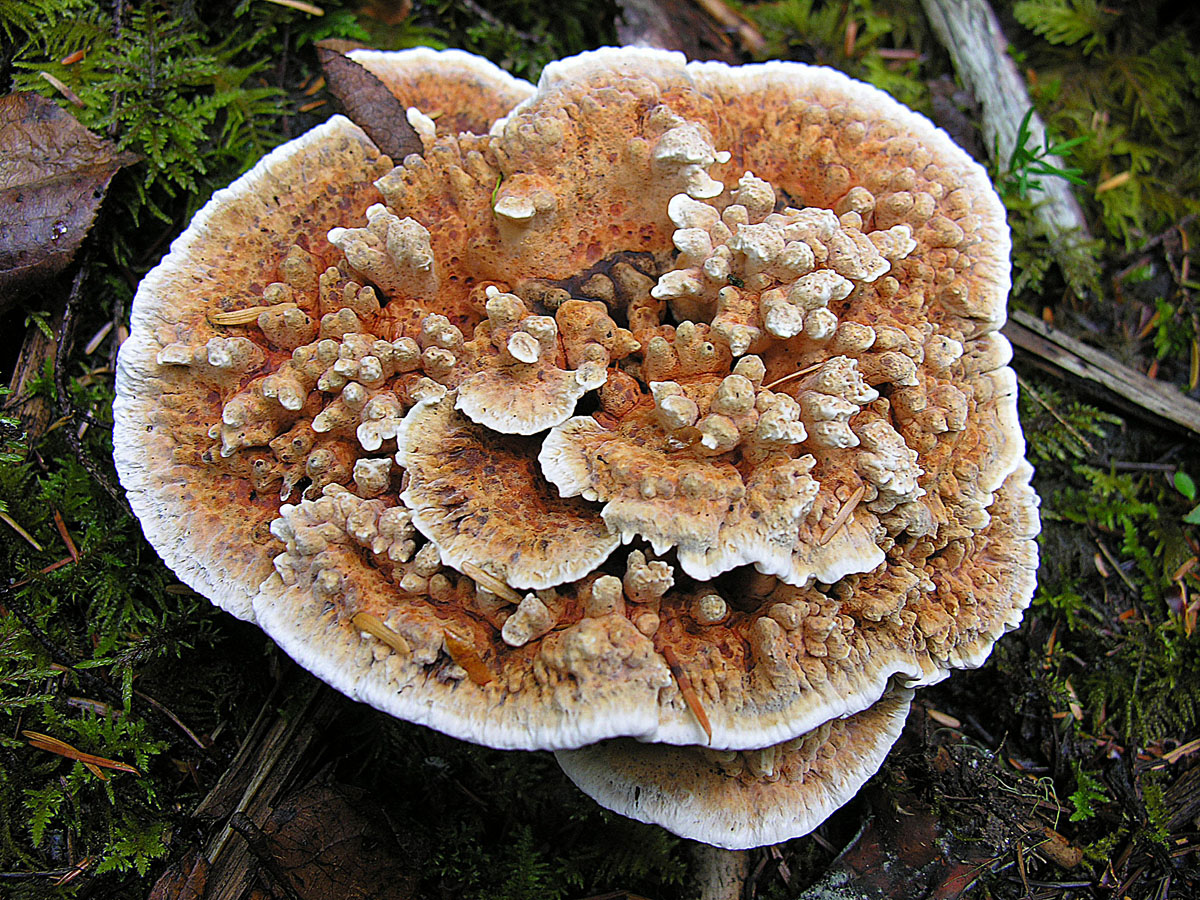
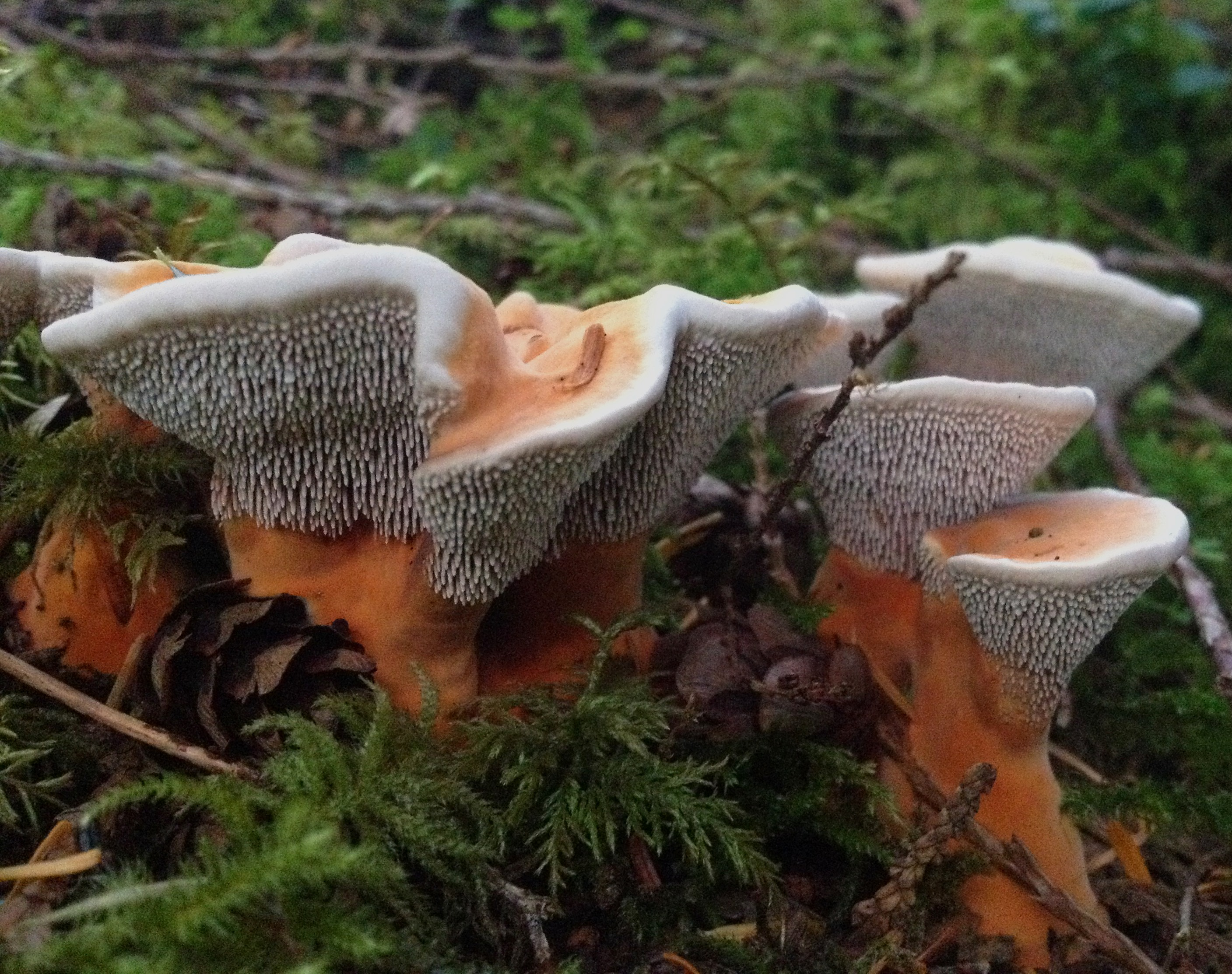
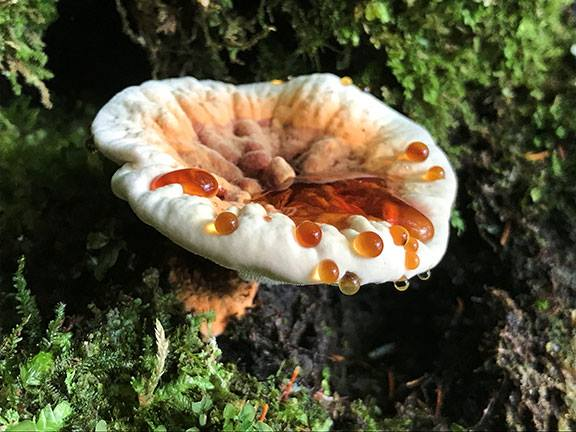
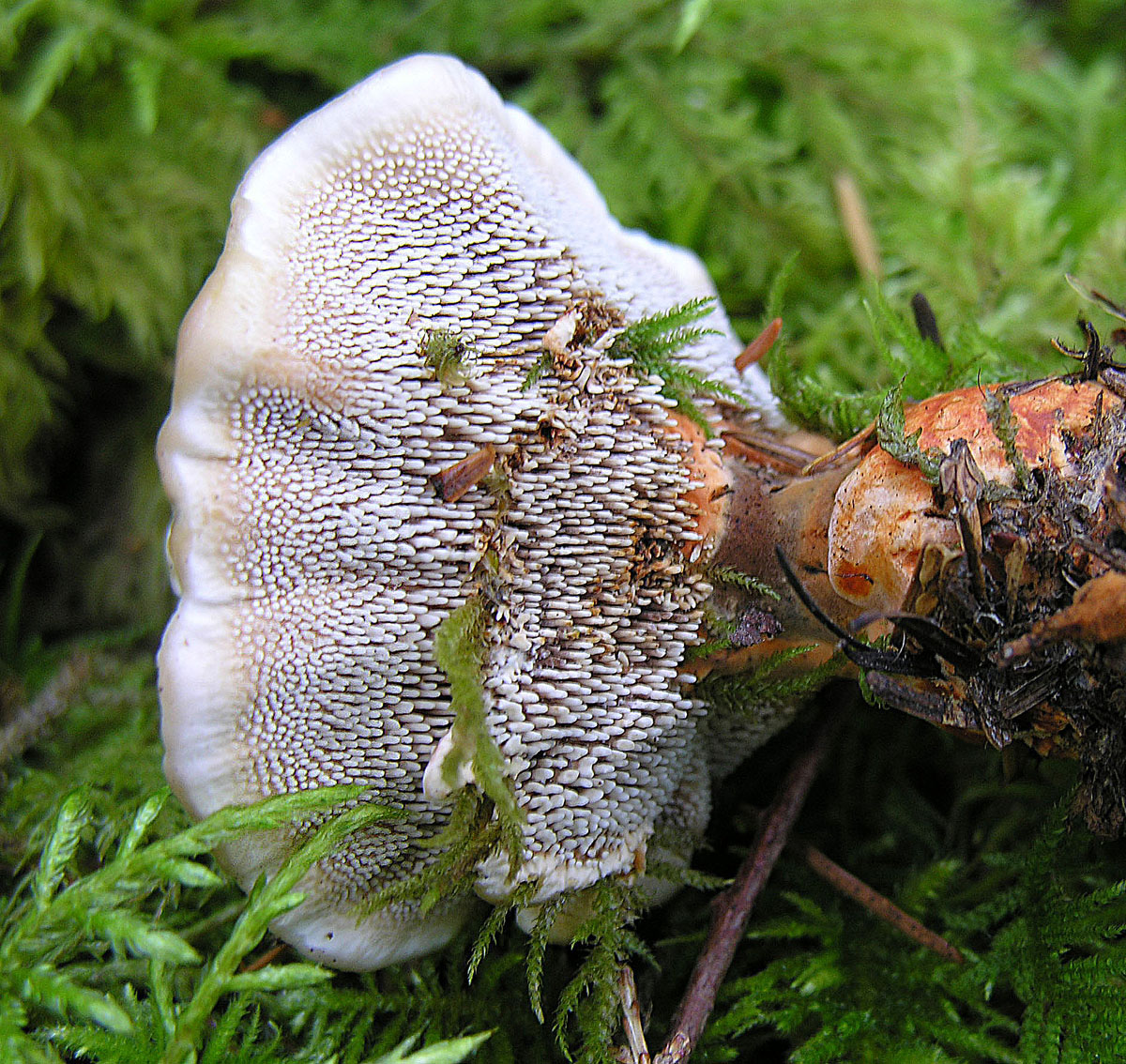

Nem ehető.